# Брюс Ґіллеспі
Брюс Ґіллеспі (англ. Bruce Gillespie; нар. 17 лютого 1947, Мельбурн) — відомий австралійський редактор навчальних посібників, фензінів, критик, есеїст, видавець Small Press.

## Біографія
Брюс Ґіллеспі народився 17 лютого 1947 року в Мельбурні, штат Вікторія.

### Кар'єра
Митець почав кар'єру наприкінці 1967 року після того, як відправив у Australian SF Review три есе про творчість Філіпа К. Діка. Хоча й вони не були оприлюднені до 1969 року, вони його заохотили на написання критичних статей у фензіни й вступити до ANZAPA (ААПАТНЗ), Асоціацію аматорської преси Австралії та Нової Зеландії.
У січні 1969 року Ґіллеспі заснував власний фензін «Коментарі до наукової фантастики» (англ. «SF Commentary»). Він оцінує свою письменницьку діяльність як «особисту журналістику», яка була виявлена в критичних статтях, рецензіях, особистих есе і записах у щоденнику.
1984 року почав видавати журнал «Метафізичний огляд» (англ. «The Metaphysical Review»).
2000 року став співредактором журналу «Час роботи парового двигуна» (англ. «Steam Engine Time»).
З 2013 року по 2016 видавав журнал «Скарб» (англ. «Treasure»).

### «Коментарі до наукової фантастики»[3]
- «Коментарі до наукової фантастики - 1969» (англ. «SF Commentary - 1969», 1969)
- «Коментарі до наукової фантастики - 1970» (англ. «SF Commentary - 1970», 1970)
- «Коментарі до наукової фантастики - 1971» (англ. «SF Commentary - 1971», 1971)
- «Коментарі до наукової фантастики - 1971» (англ. «SF Commentary - 1971», 1971) — разом з Джоном Фойстером
- «Коментарі до наукової фантастики - 1972» (англ. «SF Commentary - 1972», 1972)
- «Коментарі до наукової фантастики / Журнал омфалістичної епістемології  - 1972» (англ. «SF Commentary / The Journal of Omphalistic Epistemology - 1972», 1972) — разом з Джоном Фойстером
- «Коментарі до наукової фантастики / Журнал омфалістичної епістемології  - 1973» (англ. «SF Commentary / The Journal of Omphalistic Epistemology - 1973», 1973) — разом з Джоном Фойстером
- «Коментарі до наукової фантастики - 1973» (англ. «SF Commentary - 1973», 1973)
- «Коментарі до наукової фантастики - 1974» (англ. «SF Commentary - 1974», 1974)
- «Коментарі до наукової фантастики - 1975» (англ. «SF Commentary - 1975», 1975)
- «Коментарі до наукової фантастики - 1976» (англ. «SF Commentary - 1976», 1976)
- «Краще з Коментарів до наукової фантастики #3: Делані: Дебати Nova» (англ. «The Best of SF Commentary #3: Delany: The Nova Debate», 1976)
- «Коментарі до наукової фантастики - 1977» (англ. «SF Commentary - 1977», 1977)
- «Коментарі до наукової фантастики - 1978» (англ. «SF Commentary - 1978», 1978)
- «Коментарі до наукової фантастики - 1979» (англ. «SF Commentary - 1979», 1979)
- «Коментарі до наукової фантастики - 1980» (англ. «SF Commentary - 1980», 1980)
- «Коментарі до наукової фантастики - 1981» (англ. «SF Commentary - 1981», 1981)
- «Коментарі до наукової фантастики. Нове видання: Перший рік 1969» (англ. «SF Commentary Reprint Edition: First Year 1969», 1982)
- «Коментарі до наукової фантастики - 1989» (англ. «SF Commentary - 1989», 1989)
- «Коментарі до наукової фантастики - 1990» (англ. «SF Commentary - 1990», 1990)
- «Коментарі до наукової фантастики - 1991» (англ. «SF Commentary - 1991», 1991)
- «Коментарі до наукової фантастики - 1992» (англ. «SF Commentary - 1992», 1992)
- «Коментарі до наукової фантастики - 1993» (англ. «SF Commentary - 1993», 1993)
- «Коментарі до наукової фантастики - 2000» (англ. «SF Commentary - 2000», 2000)
- «Коментарі до наукової фантастики - 2001» (англ. «SF Commentary - 2001», 2001)
- «Коментарі до наукової фантастики - 2003» (англ. «SF Commentary - 2003», 2003)
- «Коментарі до наукової фантастики - 2004» (англ. «SF Commentary - 2004», 2004)
- «Коментарі до наукової фантастики - 2010» (англ. «SF Commentary - 2010», 2010)
- «Коментарі до наукової фантастики - 2011» (англ. «SF Commentary - 2011», 2011)
- «Коментарі до наукової фантастики - 2012» (англ. «SF Commentary - 2012», 2012)
- «Коментарі до наукової фантастики - 2013» (англ. «SF Commentary - 2013», 2013)
- «Коментарі до наукової фантастики - 2014» (англ. «SF Commentary - 2014», 2014)
- «Коментарі до наукової фантастики - 2015» (англ. «SF Commentary - 2015», 2015)
- «Коментарі до наукової фантастики - 2016» (англ. «SF Commentary - 2016», 2016)
- «Коментарі до наукової фантастики - 2017» (англ. «SF Commentary - 2017», 2017)
- «Коментарі до наукової фантастики - 2018» (англ. «SF Commentary - 2018», 2018)
- «Коментарі до наукової фантастики - 2019» (англ. «SF Commentary - 2019», 2019)
- «Коментарі до наукової фантастики - 2020» (англ. «SF Commentary - 2020», 2020)
- «Коментарі до наукової фантастики - 2021» (англ. «SF Commentary - 2021», 2021)

### «Записник»
- «Записник, #1» (англ. «Scratch Pad, #1», жовтень 1990)
- «Записник, #2» (англ. «Scratch Pad, #2», червень 1991)
- «Записник, #3» (англ. «Scratch Pad, #3», жовтень 1991)
- «Записник, #4» (англ. «Scratch Pad, #4», січень 1992)
- «Записник, #5» (англ. «Scratch Pad, #5», травень 1993)
- «Записник, #6» (англ. «Scratch Pad, #6», жовтень 1992)
- «Записник, #7» (англ. «Scratch Pad, #7», жовтень 1993)
- «Записник, #8» (англ. «Scratch Pad, #8», лютий 1994)
- «Записник, #9» (англ. «Scratch Pad, #9», серпень 1994)
- «Записник, #10» (англ. «Scratch Pad, #10», червень 1995)
- «Записник, #11» (англ. «Scratch Pad, #11», серпень 1995)
- «Записник, #12» (англ. «Scratch Pad, #12», серпень 1995)
- «Записник, #13» (англ. «Scratch Pad, #13», листопад 1995)
- «Записник, #14» (англ. «Scratch Pad, #14», грудень 1994)
- «Записник, #15» (англ. «Scratch Pad, #15», квітень 1996)
- «Записник, #16» (англ. «Scratch Pad, #16», лютий 1996)
- «Записник, #17» (англ. «Scratch Pad, #17», квітень 1996)
- «Записник, #18» (англ. «Scratch Pad, #18», липень 1996)
- «Записник, #19» (англ. «Scratch Pad, #19», жовтень 1996)
- «Записник, #20» (англ. «Scratch Pad, #20», грудень 1996)
- «Записник, #21» (англ. «Scratch Pad, #21», лютий 1997)
- «Записник, #22» (англ. «Scratch Pad, #22», квітень 1997)
- «Записник, #23» (англ. «Scratch Pad, #23», травень 1997)
- «Записник, #24» (англ. «Scratch Pad, #24», серпень 1997)
- «Записник, #25» (англ. «Scratch Pad, #25», листопад 1997)
- «Записник, #26» (англ. «Scratch Pad, #26», грудень 1998)
- «Записник, #27» (англ. «Scratch Pad, #27», квітень 1998)
- «Записник, #28» (англ. «Scratch Pad, #28», червень 1998)
- «Записник, #29» (англ. «Scratch Pad, #29», вересень 1998)
- «Записник, #30» (англ. «Scratch Pad, #30», жовтень 1998)
- «Записник, #31» (англ. «Scratch Pad, #31», грудень 1998)
- «Записник, #32» (англ. «Scratch Pad, #32», березень 1999)
- «Записник, #33» (англ. «Scratch Pad, #33», травень 1999)
- «Записник, #34» (англ. «Scratch Pad, #34», серпень 1999)
- «Записник, #35» (англ. «Scratch Pad, #35», жовтень 1999)
- «Записник, #36» (англ. «Scratch Pad, #36», грудень 1999)
- «Записник, #37» (англ. «Scratch Pad, #37», березень 2000)
- «Записник, #38» (англ. «Scratch Pad, #38», травень 2000)
- «Записник, #39» (англ. «Scratch Pad, #39», серпень 2000)
- «Записник, #40» (англ. «Scratch Pad, #40», вересень 2000)
- «Записник, #41» (англ. «Scratch Pad, #41», лютий 2001)
- «Записник, #42» (англ. «Scratch Pad, #42», квітень 2001)
- «Записник, #43» (англ. «Scratch Pad, #43», травень 2001)
- «Записник, #44» (англ. «Scratch Pad, #44», червень 2001)
- «Записник, #45» (англ. «Scratch Pad, #45», вересень 2001)
- «Записник, #46» (англ. «Scratch Pad, #46», січень 2002)
- «Записник, #47» (англ. «Scratch Pad, #47», лютий 2002)
- «Записник, #48» (англ. «Scratch Pad, #48», квітень 2002)
- «Записник, #49» (англ. «Scratch Pad, #49», серпень 2002)
- «Записник, #50» (англ. «Scratch Pad, #50», листопад 2002)
- «Записник, #51» (англ. «Scratch Pad, #51», лютий 2003)
- «Записник, #52» (англ. «Scratch Pad, #52», квітень 2003)
- «Записник, #53» (англ. «Scratch Pad, #53», серпень 2003)
- «Записник, #54» (англ. «Scratch Pad, #54», жовтень 2003)
- «Записник, #55» (англ. «Scratch Pad, #55», квітень 2004)
- «Записник, #56» (англ. «Scratch Pad, #56», квітень 2004)
- «Записник, #57» (англ. «Scratch Pad, #56», січень 2005)
- «Записник, #58» (англ. «Scratch Pad, #56», лютий 2005)
- «Записник, #59» (англ. «Scratch Pad, #56», квітень 2005)
- «Записник, #60» (англ. «Scratch Pad, #56», червень 2005)
- «Записник, #61» (англ. «Scratch Pad, #56», серпень 2005)
- «Записник, #62» (англ. «Scratch Pad, #56», жовтень 2005)
- «Записник, #63» (англ. «Scratch Pad, #56», квітень 2006)
- «Записник, #64» (англ. «Scratch Pad, #56», червень 2006)
- «Записник, #65» (англ. «Scratch Pad, #56», грудень 2006)
- «Записник, #66» (англ. «Scratch Pad, #56», квітень 2007)
- «Записник, #67» (англ. «Scratch Pad, #56», серпень 2007)
- «Записник, #68» (англ. «Scratch Pad, #56», січень 2008)
- «Записник, #69» (англ. «Scratch Pad, #56», листопад 2008)
- «Записник, #70» (англ. «Scratch Pad, #56», серпень 2009)
- «Записник, #71» (англ. «Scratch Pad, #56», жовтень 2009)
- «Записник, #72» (англ. «Scratch Pad, #56», жовтень 2009)
- «Записник, #73» (англ. «Scratch Pad, #56», грудень 2009)
- «Записник, #74» (англ. «Scratch Pad, #56», лютий 2010)
- «Записник, #75» (англ. «Scratch Pad, #56», грудень 2010)
- «Записник, #76» (англ. «Scratch Pad, #56», лютий 2011)
- «Записник, #77» (англ. «Scratch Pad, #56», березень 2011)
- «Записник, #78» (англ. «Scratch Pad, #56», жовтень 2011)
- «Записник, #79» (англ. «Scratch Pad, #56», грудень 2011)
- «Записник, #80» (англ. «Scratch Pad, #56», лютий 2012)

### «Скарб»
- «Скарб, #1» (англ. «Treasure, #1», червень 2013)
- «Скарб, #2» (англ. «Treasure, #2», жовтень 2014)
- «Скарб, #3» (англ. «Treasure, #3», листопад 2014)
- «Скарб, #4» (англ. «Treasure, #4», жовтень 2016)

### «Час роботи парового двигуна»
- «Час роботи парового двигуна, 1» (англ. «Steam Engine Time, 1», 2000) разом з Полом Кінкейдом та Моріном Кінкейдом Спеллером[3]

### «Метафізичний огляд»
- «Метафізичний огляд, #1» (англ. «The Metaphysical Review, #1», 1984)
- «Метафізичний огляд, #2» (англ. «The Metaphysical Review, #2», 1984)
- «Метафізичний огляд, #26/27» (англ. «The Metaphysical Review, #26/27», 1998)
- «Метафізичний огляд, #28/29» (англ. «The Metaphysical Review, #28/29», 1998)

### Документальна література
- «Філіп К. Дік: Електричний пастух» (англ. «Philip K. Dick: Electric Shepherd», 1975)
- «Неповноцінний Брюс Ґіллеспі: Підбірка фензінів Брюса Ґіллеспі» (англ. «The Incompleat Bruce Gillespie: A Selection of Bruce Gillespie's Fanzine Writing», 2003) разом з Ірвіном Гіршом

### Коротка фантастика
- «Овочева любов» (англ. «Vegetable Love», 1976)
- «Смішний запас» (англ. «A Laughing Stock», 1979)
- «Широкі води чекають» (англ. «The Wide Waters Waiting», 1979)
- «Що Боже сказав мені, коли жив біля мого дому» (англ. «What God Said to Me When He Lived Next Door», 1983)

## Нагороди

### Премія Г'юґо
Брюса Ґіллеспі було номіновано три рази на Премію Г'юґо (1972 — 1975).
- Премія Г'юґо за найкращий фензін 1972, «Коментарі до наукової фантастики» (англ. «SF Commentary») — номінація
- Премія Г'юґо за найкращий фензін 1973, «Коментарі до наукової фантастики» (англ. «SF Commentary») — номінація
- Премія Г'юґо за найкращий фензін 1975, «Коментарі до наукової фантастики» (англ. «SF Commentary») — номінація

### Премія Дітмара
Брюса Ґіллеспі було номіновано 20 разів на Премію Дітмара, а перемогу митець здобув 18 разів (1970 — 2008).
- Премія Дітмара за найкращий австралійський фензін 1970, «Коментарі до наукової фантастики» (англ. «SF Commentary») — номінація
- Премія Дітмара за найкращий австралійський фензін 1971, «Коментарі до наукової фантастики» (англ. «SF Commentary») — номінація
- Премія Дітмара за найкращий австралійський фензін 1972, «Коментарі до наукової фантастики» (англ. «SF Commentary») — перемога
- Премія Дітмара за найкращий австралійський фензін 1973, «Коментарі до наукової фантастики» (англ. «SF Commentary») — перемога
- Премія Дітмара за найкращий австралійський фензін 1977, «Коментарі до наукової фантастики» (англ. «SF Commentary») — перемога
- Премія Дітмара за найкращий австралійський фензін 1980, «Коментарі до наукової фантастики» (англ. «SF Commentary») — перемога
- Премія Дітмара, Премія імені Вільяма Етелінґа Молодшого 1980, «Людина, яка заповнила безодню і наші плоди»  (англ. «The Man Who Filled the Void and By Our Fruits»),  «Коментарі до наукової фантастики» (англ. «SF Commentary») — номінація
- Премія Дітмара за найкращий австралійський фензін 1981, «Коментарі до наукової фантастики» (англ. «SF Commentary») — номінація
- Премія Дітмара за найкращий австралійський фензін 1982, «Коментарі до наукової фантастики» (англ. «SF Commentary») — номінація
- Премія Дітмара, Премія імені Вільяма Етелінґа Молодшого 1982, «Заспіваймо пісню Деніела» (англ. «Sing a Song of Daniel») — перемога
- Премія Дітмара за найкращу австралійську наукову фантастику або найкращому редакторові фентезі 1983 — номінація
- Премія Дітмара, Премія імені Вільяма Етелінґа Молодшого 1983, «Коментарі до наукової фантастики: Перший рік» (англ. «SF Commentary: The First Year») — номінація
- Премія Дітмара за найкращу австралійську наукову фантастику або найкращому редакторові фентезі 1984 — номінація
- Премія Дітмара за найкращу австралійську наукову фантастику або найкращому редакторові фентезі 1985 — номінація
- Премія Дітмара за найкращий австралійський фензін 1986, «Метафізичний огляд» (англ. «The Metaphysical Review») — перемога
- Премія Дітмара найкращому австралійському фанатському письменникові 1986, «Метафізичний огляд» (англ. «The Metaphysical Review») — перемога
- Премія Дітмара найкращому австралійському фанатському письменникові 1986 — номінація
- Премія Дітмара за найкращий австралійський фензін 1987, «Метафізичний огляд» (англ. «The Metaphysical Review») — номінація
- Премія Дітмара найкращому австралійському фанатському письменникові 1989 — перемога
- Премія Дітмара найкращому австралійському фанатському письменникові 1990 — перемога
- Премія Дітмара найкращому австралійському фанатському письменникові 1991 — перемога
- Премія Дітмара, Премія імені Вільяма Етелінґа Молодшого 1991, «Філіп К. Дік: Електричний пастух» (англ. «Philip K. Dick: Electric Shepherd»), було презентовано на Nova Mob та опубліковано у ANZAPA — перемога
- Премія Дітмара найкращому австралійському фанатському письменникові 1992 — перемога
- Премія Дітмара, Премія імені Вільяма Етелінґа Молодшого 1992 — номінація
- Премія Дітмара, Премія імені Вільяма Етелінґа Молодшого 1993 — номінація
- Премія Дітмара найкращому австралійському фанатському письменникові 1994 — перемога
- Премія Дітмара за найкращий австралійський фензін 1996, «Метафізичний огляд» (англ. «The Metaphysical Review») — номінація
- Премія Дітмара найкращому австралійському фанатському письменникові 1997 — перемога
- Премія Дітмара найкращому австралійському фанатському письменникові 1998 — номінація
- Премія Дітмара за найкращий австралійський фензін 1999, «Метафізичний огляд» (англ. «The Metaphysical Review») — перемога
- Премія Дітмара найкращому австралійському фанатському письменникові 2000 — номінація
- Премія Дітмара найкращому австралійському фанатському письменникові 2001 — номінація
- Премія Дітмара за найкращу австралійську фанатську творчість 2001, «Невблаганний погляд: Коментарі до наукової фантастики #76» (англ. «The Unrelenting Gaze: SF Commentary #76») — номінація
- Премія Дітмара, Премія імені Вільяма Етелінґа Молодшого 2001, «Невблаганний погляд: Коментарі до наукової фантастики #76» (англ. «The Unrelenting Gaze: SF Commentary #76») — номінація
- Премія Дітмара найкращому австралійському фанатському письменникові 2002 — перемога
- Премія Дітмара за найкращу австралійську фанатську творчість, Фензін 2002, «Коментарі до наукової фантастики» (англ. «SF Commentary»), — перемога
- Премія Дітмара найкращому австралійському фанатському письменникові 2004 — перемога
- Премія Дітмара, Премія імені Вільяма Етелінґа Молодшого 2004 — перемога
- Премія Дітмара найкращому австралійському фанатському письменникові 2005 — перемога
- Премія Дітмара найкращому австралійському фанатському письменникові 2006 — перемога
- Премія Дітмара за найкращий австралійський фензін 2008, «Час роботи парового двигуна» (англ. «Steam Engine Time») — номінація

### Премія світової наукової фантастики імені Гаррісона
- Премія світової наукової фантастики імені Гаррісона 1983 — перемога[2]

### Премія імені Бертрама Чендлера
- Премія імені Бертрама Чендлера 2007 — перемога[6]

### Премія імені Пітера Макнарми
- Премія імені Пітера Макнарми 2008, за прижиттєві досягнення в галузі наукової фантастики — перемога[2]